# Hugo Lundström
Hugo Adam Albin Lundström, född 1 mars 1875 i Katarina församling, Stockholm, död 1 maj 1949 i Stureby, var en svensk skådespelare.
Han är begravd på Skogskyrkogården i Stockholm.

## Filmografi (komplett)
- 1943 – Livet på landet - äldre man på tjänstefolkets välkomstfest
- 1943 – I mörkaste Småland - fattighushjon utanför fattighuset
- 1942 – En sjöman i frack - gammal man i baren
- 1941 – Lasse-Maja - polisen som fastnar i takluckan
- 1939 – Gläd dig i din ungdom - gäst på kalaset hos Johan Toring
- 1938 – Bara en trumpetare - flintskallig gäst på Blå Bävern
- 1936 – 65, 66 och jag - servitören på uterestaurangen
- 1936 – Bombi Bitt och jag - åhörare i rätten
- 1936 – Alla tiders Karlsson - poliskonstapeln
- 1935 – Ebberöds bank - gäst på kaféet
- 1935 – Äktenskapsleken - frisör Nilssons rakkund
- 1935 – Munkbrogreven - Kalle, mannen inuti reklamvägglusen
- 1935 – Flickornas Alfred - åhörare i tingssalen
- 1934 – Anderssonskans Kalle - gäst på förlovningsmiddagen
- 1934 – Sången om den eldröda blomman - kusk
- 1932 – Sten Stensson Stéen från Eslöv på nya äventyr - andra polisen
- 1932 – Landskamp - snusande man vid löpsedlarna
- 1932 – Hans livs match - murare Andersson
- 1931 – Brokiga Blad - den pälsklädde i sightseeingbussen
- 1931 – En natt - en röd soldat i godsvagnen
- 1931 – Skepparkärlek - gäst på Ankaret/gubbe på kajen
- 1930 – Ulla, min Ulla - Petter Nordström
- 1930 – Fridas visor - cirkusbesökare med plommonstop
- 1929 – Smid medan järnet är varmt - urmakare Blom
- 1926 – Hon, Han och Andersson - Johan, gubben vid Rinkows sportstuga
- 1926 – Ebberöds bank - polis
- 1926 – Fänrik Ståls sägner-del II - korpral Standar

## Teater

### Roller
| År   | Roll                         | Produktion                | Regi       | Teater        |
| ---- | ---------------------------- | ------------------------- | ---------- | ------------- |
| 1929 | En uppköpare av gamla kläder | Vid 37de gatan Elmer Rice | Svend Gade | Oscarsteatern |